# صوت (لغة)
الصَوت في اللغة هو عرَض يخرج مع النفَس مستطيلًا متصلًا حتى يعرِض له في الحلق والفم والشفتين مقاطع تثنيه عن امتداده واستطالته.